# Mekanisk plantätning

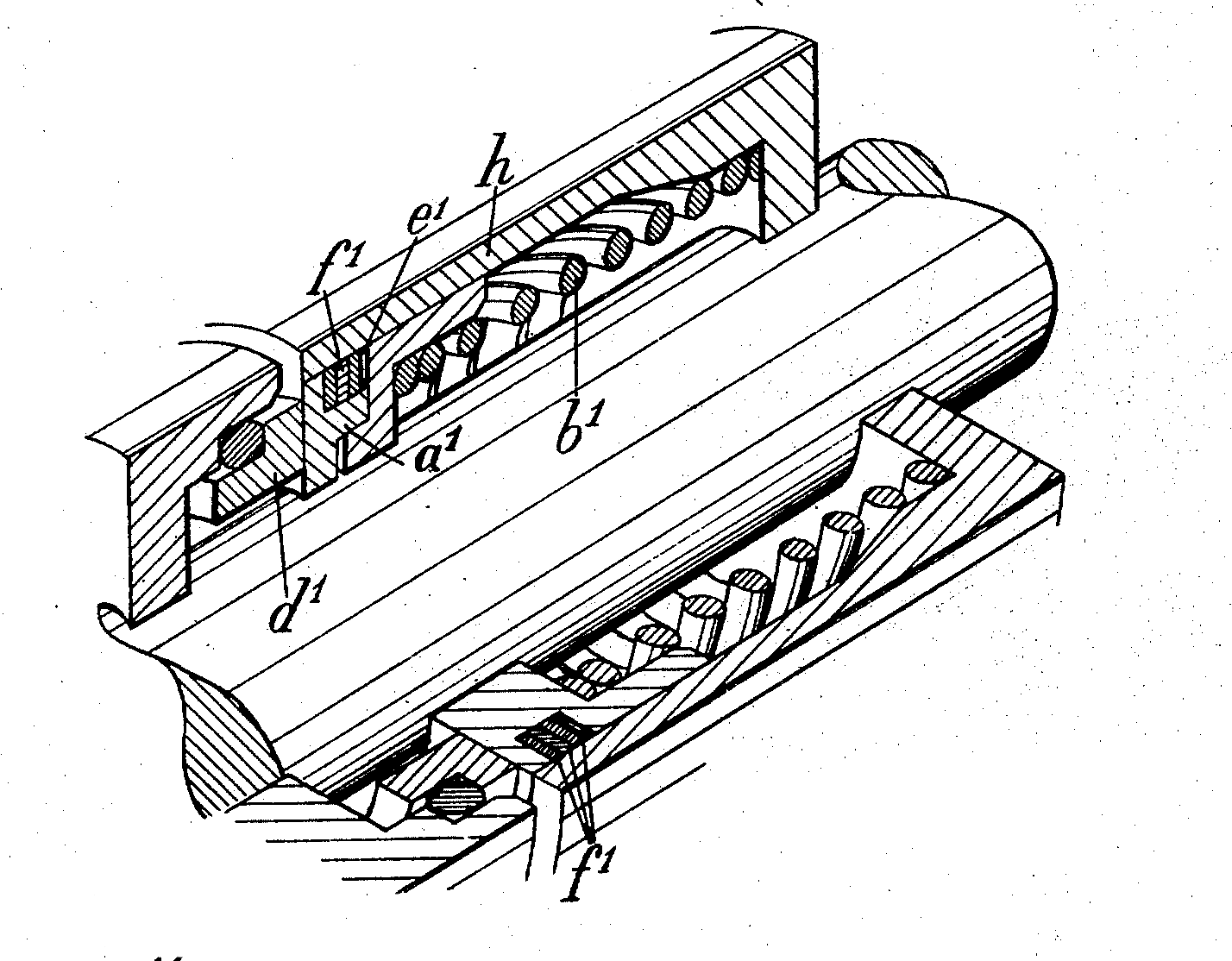
Komponent d^{1} och a^{1} har kontakt och glider mot varandra, vilket skapar en tätande gränsyta. Ena komponenten är monterad på den roterande axeln och den andra är monterad på maskinens hölje. Fjädern pressar komponenterna mot varandra samtidigt som det gör det möjligt för tätningen att slitas utan att läckage behöver uppstå.

Mekanisk plantätning eller mechanical face seal är en tätning där tätningsytan tätar på ett plan som är vinkelrätt mot tätningens axel, samt har förmågan att hantera mekanisk rörelse i form av axiell rotation. Detta innebär att tätningspaketet består av två delar, där ena delen är statiskt medan den andra delen roterar.

## Konstruktion
Den mekaniska plantätningen består av två komponenter som har kontakt och glider mot varandra, vilket skapar en tätande gränsyta. Ena av komponenten är monterad på en roterande axeln och den andra är monterad på statisk. För att ytorna ska vara i ständig kontakt används vanligen en fjäder som pressar komponenterna mot varandra, detta gör det samtidigt möjligt för tätningen att slitas utan att läckage behöver uppstå över tid.

## Användning
Mekaniska plantätningar används exempelvis i pumpar, motorer och mixers. I standardutförande klarar mekaniska plantätningar temperaturer upp mot 260 °C och rotationshastigheter upp till 3600 rpm. Med korrekt konfiguration kan mekaniska plantätningar användas i hydrauliska applikationer för tryck över 200 psi eller 14 bar.